# Conrad Ier le Pieux
Pour les articles homonymes, voir Conrad Ier et Le Pieux.
 (août 2020).
Si vous disposez d'ouvrages ou d'articles de référence ou si vous connaissez des sites web de qualité traitant du thème abordé ici, merci de compléter l'article en donnant les références utiles à sa vérifiabilité et en les liant à la section « Notes et références ».
Conrad Ier dit le Pieux (en allemand : Konrad der Fromme), né vers 1098 et mort le 5 février 1157 à Petersberg, issu de la maison de Wettin, fut margrave de Misnie de 1123 et margrave de Lusace de 1136 jusqu'à son abdication en 1156.

## Biographie
Conrad est le fils du comte Thimo Ier de Wettin et de son épouse Ida, fille du comte Otton de Nordheim, duc de Bavière de 1061 jusqu'en 1070. Son père combat contre le roi Henri IV lors de la révolte des Saxons de 1073–1075 ; plus tard, il se rapproche du roi et est présent en 1088, lors du Hoftag à Quedlinbourg, où le margrave Egbert II de Misnie est déposé. Il meurt peu de temps après la naissance de Conrad qui est élevé sous sa mère Ida de Nordheim.
En 1103, le cousin de Conrad, le margrave Henri Ier de Misnie meurt ; son fils posthume Henri II n'a pas pu, à court terme, prendre pleine possession de l'héritage. Néanmoins, les espoirs de Conrad ne se sont pas réalisés : l'empereur Henri IV assigna les fiefs de Misnie et de Lusace à Henri II placé sous la tutelle de sa mère Gertrude, fille du défunt margrave Egbert Ier. Plus tard, Conrad et Henri II étaient en guerre entre eux. Les confrontations ne sont terminées que lorsque Henri meurt en 1323, à l'âge de 20 ans.
Une fois de plus, les espoirs de Conrad ont tous été déçus, lorsque le comte Wiprecht de Groitzsch fut nommé margrave par l'empereur Henri V. En commun avec les forces de Lothaire de Supplinbourg, duc de Saxe, et d'Albert l'Ours, il faisait a nouveau campagne et Wiprecht a finalement dû céder sa place à la puissance dominante. À la mort de Henri de Groitzsch, fils de Wiprecht, en 1136, Conrad est également nommé margrave de Lusace.
Conrad Ier le Pieux appartint à la première branche des Wettin. Il figure parmi les ascendants directs des différentes maisons de Saxe ; les électeurs puis rois de Saxe appartiennent à la sixième branche de la Maison de Wettin, ils ont pour ascendant Albert de Saxe fils de Frédéric II de Saxe, lui-même issu de la première branche de la Maison de Wettin. Conrad Ier le Pieux est également l'un des ascendants des membres des familles royales de Portugal, du Royaume-Uni, de Bulgarie et de Belgique (maison de Saxe-Cobourg et Gotha).

## Union et postérité
Conrad Ier le Pieux épousa en 1119 Luitgarde von Ravenstein. Douze enfants sont nés de cette union :
- Henri ;
- Othon Ier le Riche ;
- Ode, elle entra dans les ordres et fut abbesse à l'abbaye de Gerbstedt ;
- Berthe, elle entra dans les ordres et fut abbesse à Gerbstedt ;
- Thierry, margrave de Basse-Lusace de 1156 à 1185, en 1142 il épousa Dobronega de Piast (Maison de Piast) (postérité) ;
- Gertrude ;
- Adélaïde en 1152 elle épousa Sven III de Danemark, veuve elle épousa en 1157 Adalbert de Ballenstedt ;
- Henri Ier (mort en 1181) il fut comte de Wettin, il épousa Sophie von Sommerschenburg (postérité) ;
- Dedo V (mort en 1190), il fut margrave de Basse-Lusace et comte de Groïtz, en 1159 il épousa Mathilde von Hansberg (postérité) ;
- Sophie elle épousa en 1144 le comte Gérard de Brunswick ;
- Agnès (morte en 1203), elle entra dans les ordres et fut abbesse à Quedlinbourg ;
- Frédéric Ier il fut comte de Brehna, (mort en 1182), il épousa Hedwige de Bohême (postérité).

Conrad Ier le Pieux hérita de sa mère du margravat de Misnie.